# Leijn Loevesijn

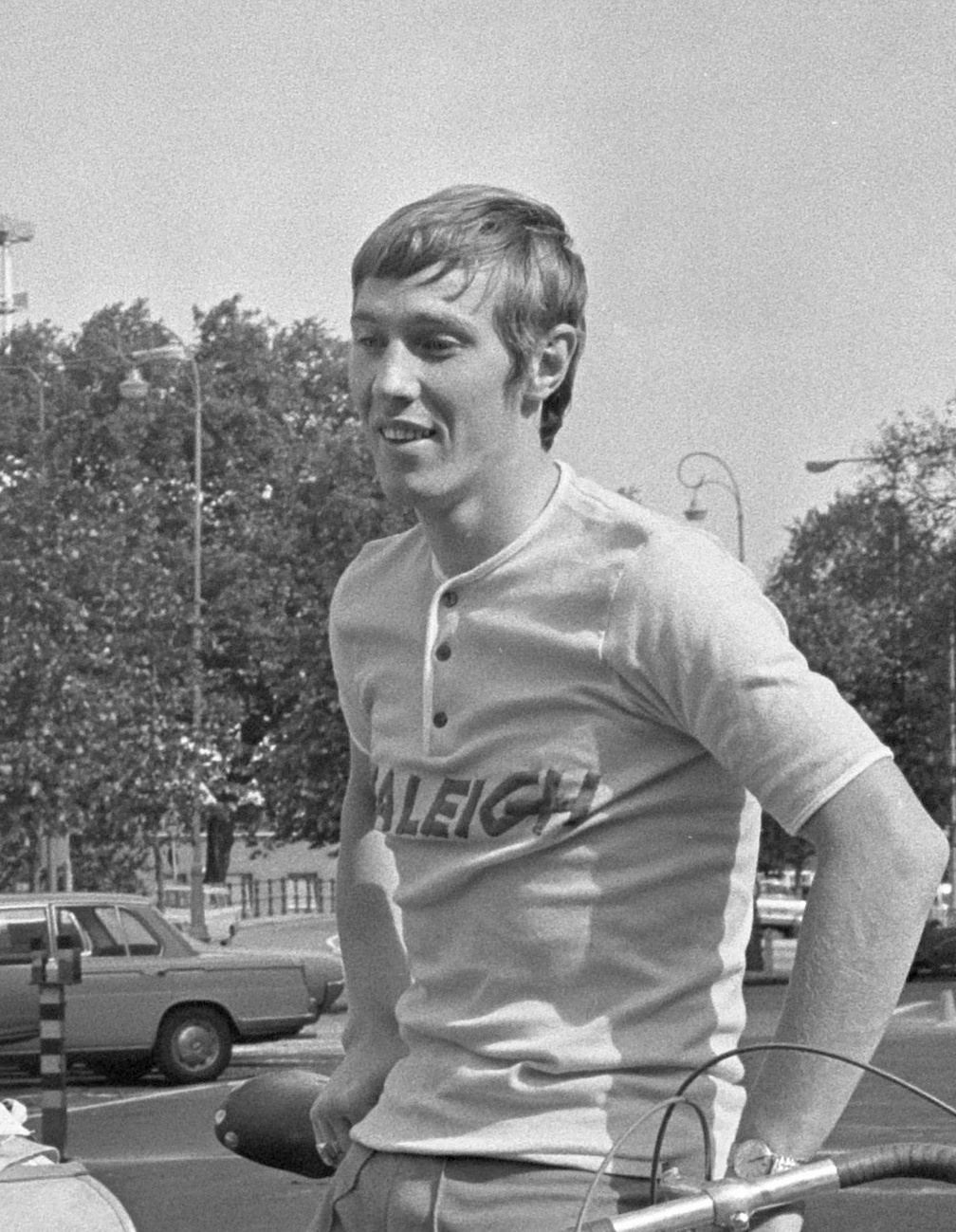
Leijn Loevesijn in 1971

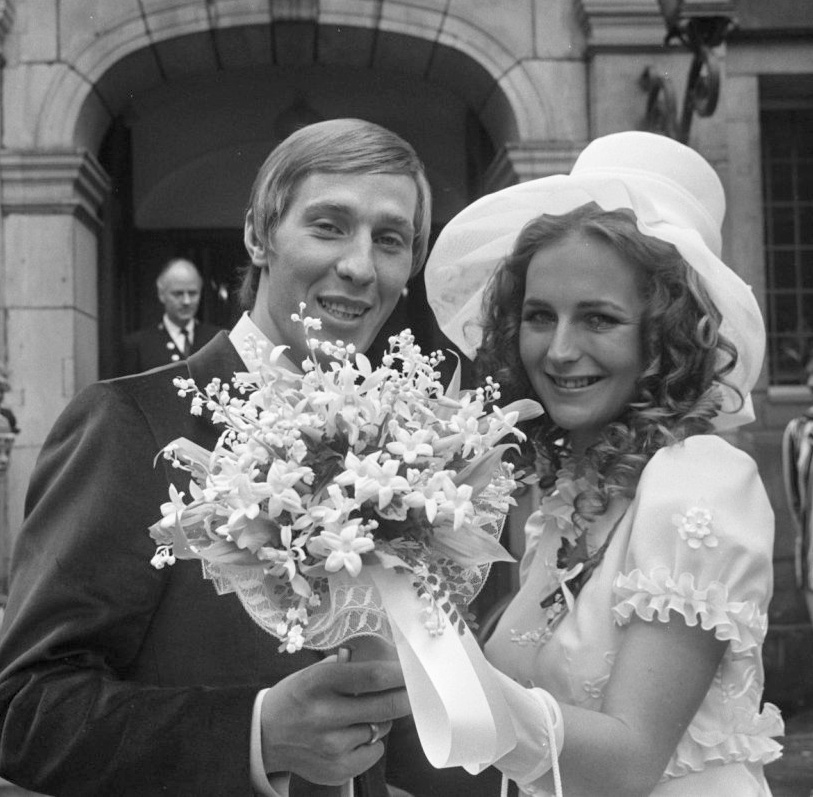
Leijn Loevesijn trouwt met Ineke Vink op Stadhuis Amsterdam in 1972

Leijn Loevesijn (Amsterdam, 2 januari 1949) is een voormalig Nederlands wielrenner.
Als amateur won Loevesijn in 1968 een zilveren medaille tijdens de Olympische Spelen op het onderdeel tandem. Dat deed hij samen met Jan Jansen, niet te verwarren met Jan Janssen. Op de tijdrit werd hij zesde en op de sprint werd hij in de kwartfinale uitgeschakeld.
Daarna werd hij professional. In 1971 werd hij Wereldkampioen Sprint. Daarmee was hij de eerste Nederlandse wereldkampioen sinds Jan Derksen in 1957, en het zou tot 2004 duren voor hij in Theo Bos een opvolger kreeg. Loevesijn was acht maal achtereen Nederlands kampioen sprint en won drie keer de Grote Prijs van Amsterdam.
In 1976 zette hij een punt achter zijn wielerloopbaan. Later probeerde hij nog een jaar lang deze te combineren met zijn werk, maar tevergeefs.
Tot zijn pensionering (2014) was Leijn Loevesijn werkvoorbereider bij de Dienst Waterbeheer en Riolering van de gemeente Amsterdam. Tegenwoordig houdt hij zich nog zijdelings met wielersport bezig.

## Ploegen
- 1969: Batavus - Continental - Alcina
- 1970: Flandria - Mars
- 1971: TI - Carlton
- 1972: Raleigh
- 1973: Raleigh
- 1974: TI - Raleigh
- 1975: G.G.M.C. - Eskagé
- 1976: G.G.M.C. - Eskagé
- 1979: individueel

## Overwinningen
1968
- NK 1 km tijdrit, amateurs
- NK Tandem, amateurs; met Jan Jansen
- 2e in Olympische Spelen, Tandem; met Jan Jansen

1969
- NK Baan, Sprint, Profs
- NK op de baan (50 km)

1970
- NK Baan, Sprint, Profs

1971
- NK Baan, Sprint, Profs
- WK Baan, Sprint, Elite

1972
- NK Baan, Sprint, Profs

1973'
- NK Baan, Sprint, Profs

1974
- NK Baan, Sprint, Profs

1975
- NK Baan, Sprint, Profs

1976
- NK Baan, Sprint, Profs